# Kauraka Kauraka
Kauraka Kauraka, född 1951, död 1997, var en författare från Cooköarna.  Han föddes på huvudön Rarotonga och studerade senare i Nya Zeeland, Fiji och andra länder. Han publicerade sex stycken diktsamlingar på engelska och rarotongesiska. När Kauraka dog 1997 begravdes han på atollen Manihiki i norra ögruppen.